# Vincenzo Chiarenza
Vincenzo Chiarenza (Termini Imerese, 27 settembre 1954) è un ex calciatore e allenatore di calcio italiano, di ruolo centrocampista o difensore.

## Caratteristiche tecniche

### Giocatore
Nella prima fase della carriera gioca come attaccante. Nella seconda parte della carriera gioca centrocampista prima e difensore poi.

## Carriera

### Giocatore
Dopo essere cresciuto nelle giovanili della Juventus, passa alla Sampdoria, facendo il suo esordio in Serie A, a 19 anni, il 9 dicembre 1973 contro il Verona; nella stagione 1973-1974 colleziona complessivamente 15 presenze e realizza una rete, curiosamente proprio contro la Juventus.

Chiarenza alla Sampdoria nella stagione 1973-1974

Nell'estate del 1974 viene ceduto al Brindisi fra i cadetti e proprio in Serie B Chiarenza trova la sua collocazione ideale, diventando un veterano della categoria vestendo anche le maglie di Avellino, Bari, Taranto, Triestina, Atalanta e Lazio. Con queste ultime due ritorna, seppur per poco, nel massimo campionato, riabbracciato anche con la maglia dell'Udinese.
Conclude la propria carriera in Serie C2 tra le file di Legnano e Novara. Ha totalizzato complessivamente 44 presenze e 1 rete in Serie A con le maglie di Sampdoria, Atalanta, Udinese e Lazio, e 284 presenze e 20 reti in Serie B. Ha ottenuto due promozioni consecutive in Serie A, con l'Atalanta nella stagione 1976-1977 e con l'Avellino nella stagione 1977-1978, ed una promozione con il Taranto dalla Serie C1 alla Serie B nel 1985-1986.

### Allenatore
Nel 1991 intraprende la carriera di allenatore nel settore giovanile della Juventus, dove guida prima gli Esordienti e in seguito i Giovanissimi e gli Allievi Regionali. Nel 1998 passa al Valle d'Aosta, per tornare poi nella Juventus alla Berretti, categoria nella quale conquista lo scudetto nel campionato 2001-2002. Nel 2003 assume la guida della squadra Primavera con la quale conquista lo scudetto di categoria nel 2005-2006, due Coppe Italia Primavera (2003-2004 e 2006-2007), due Supercoppe Primavera (2006 e 2007) e due Tornei di Viareggio (2004 e 2005); sempre con la Primavera nell'estate del 2007 disputa la finalissima della Champions Youth Cup in Malaysia. Nel luglio 2008 lascia la guida della formazione Primavera della Juventus.
Il 22 ottobre 2008 viene ingaggiato dall'Ascoli in sostituzione di Nello Di Costanzo; la sua esperienza nelle Marche termina con un esonero il successivo 7 dicembre, dopo la sconfitta per 3-0 contro il Modena, a seguito di soli 3 punti ottenuti in 8 partite.
Viene ingaggiato dalla Sanremese il 28 settembre 2010, in seguito all'esonero di Carlo Calabria. e viene a sua volta esonerato l'8 novembre 2010 dopo la sconfitta ottenuta contro il Feralpi Salò, per gli scarsi risultati ottenuti.
Il 17 febbraio 2012 viene nominato allenatore del Como, ma viene esonerato il 14 marzo seguente dopo la partita casalinga persa contro il Viareggio a causa degli scarsi risultati (4 sconfitte consecutive) ottenuti fino a quel momento che avevano portato la compagine lariana ad occupare il 12º posto in classifica a soli 5 punti dalla zona play-out.

## Statistiche

### Statistiche da allenatore
Statistiche aggiornate al 14 marzo 2012.
| Stagione        | Squadra         | Campionato      | Campionato | Campionato | Campionato | Campionato | Coppe nazionali | Coppe nazionali | Coppe nazionali | Coppe nazionali | Coppe nazionali | Coppe continentali | Coppe continentali | Coppe continentali | Coppe continentali | Coppe continentali | Altre coppe | Altre coppe | Altre coppe | Altre coppe | Altre coppe | Totale | Totale | Totale | Totale | % Vittorie | Piazzamento |
| Stagione        | Squadra         | Comp            | G          | V          | N          | P          | Comp            | G               | V               | N               | P               | Comp               | G                  | V                  | N                  | P                  | Comp        | G           | V           | N           | P           | G      | V      | N      | P      | %          | Piazzamento |
| --------------- | --------------- | --------------- | ---------- | ---------- | ---------- | ---------- | --------------- | --------------- | --------------- | --------------- | --------------- | ------------------ | ------------------ | ------------------ | ------------------ | ------------------ | ----------- | ----------- | ----------- | ----------- | ----------- | ------ | ------ | ------ | ------ | ---------- | ----------- |
| ott.-dic. 2008  | Ascoli          | B               | 8          | 0          | 3          | 5          | CI              | -               | -               | -               | -               | -                  | -                  | -                  | -                  | -                  | -           | -           | -           | -           | -           | 8      | 0      | 3      | 5      | &0,00      | Sub., Eson. |
| set.-nov. 2010  | Sanremese       | 1D              | 6          | 0          | 3          | 3          | CI-LP           | -               | -               | -               | -               | -                  | -                  | -                  | -                  | -                  | -           | -           | -           | -           | -           | 6      | 0      | 3      | 3      | &0,00      | Sub., Eson. |
| feb.-mar. 2012  | Como            | 1D              | 4          | 0          | 0          | 4          | CI+CI-LP        | -               | -               | -               | -               | -                  | -                  | -                  | -                  | -                  | -           | -           | -           | -           | -           | 4      | 0      | 0      | 4      | &0,00      | Sub., Eson. |
| Totale carriera | Totale carriera | Totale carriera | 18         | 0          | 6          | 12         |                 | 0               | 0               | 0               | 0               |                    | -                  | -                  | -                  | -                  |             | -           | -           | -           | -           | 18     | 0      | 6      | 12     | 0,00       |             |

## Palmarès

### Giocatore

#### Competizioni giovanili
- Campionato Primavera: 1

Juventus: 1971-1972

#### Competizioni nazionali
- Campionato italiano: 2

Juventus: 1971-1972, 1972-1973

### Allenatore

#### Competizioni giovanili
- Torneo di Viareggio: 2

Juventus: 2004, 2005
- Coppa Italia Primavera: 2

Juventus: 2003-2004, 2006-2007
- Campionato Primavera: 1

Juventus: 2005-2006
- Supercoppa Primavera: 2

Juventus: 2006, 2007

#### Individuale
- Trofeo Maestrelli: 1

2005